# Hraniční zámek
Hraniční zámek je klasicistní zámek v Lednicko-valtickém areálu. Budova zámku je situována na západním břehu Hlohoveckého rybníka, přímo na hranici katastrálních území obcí Hlohovec a Lednice. Zámeček je chráněn jako kulturní památka České republiky. Je využíván ke komerčním účelům.

## Historie

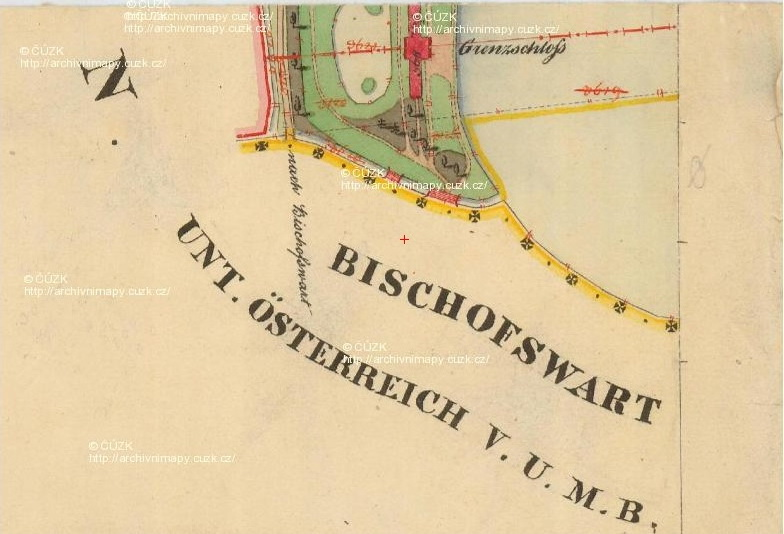
původní a novější hranice mezi Moravou a Dolními Rakousy v oblasti Hraničního zámečku

Stavbu si nechal zhotovit Jan I. Josef z Lichtenštejna. Autorství návrhu je nejasné. Bývá připisováno Josefu Kornhäuselovi, Josefu Hardtmuthovi nebo také Josefu Engelovi. Podle projektu zámek realizovali stavitelé Josef Poppelack nebo Karel Schleps.  Samotná stavba zámku probíhala v letech 1826–1827. Pozemky, na nichž byl zámek postaven, původně náležely jen k Moravě, ale přibližně v době výstavby zámku došlo k posuvu zemské hranice mezi Moravou a Dolními Rakousy do středu zámku. Tuto pozdější hranici dokumentuje nápis „Zwischen Österreich und Mähren“ na jeho průčelí. Tuto hranici tvořil potok Včelínek protékající dvoranou zámečku. Zámeček byl zbudován na močálovité půdě, která musela být nejdříve zpevněna dřevěnými piloty a rošty, na které pak byly položeny základy objektu. Celkové náklady na vybudování zámku činily na 70 573 zlatých. Poté, co byl zámek v roce 1945 zkonfiskován, sloužil jako ornitologická stanice. Roku 1995 proběhla jeho rozsáhlá rekonstrukce. V současné době je zámek součástí hotelového komplexu, v samotném zámku se nachází luxusní restaurace, kavárna a vinný sklep.

## Popis
Objekt zámku tvoří architektonickou kulisu krásného přírodního prostředí. Tři jednopatrové pavilony jsou propojeny přízemními trakty s vyhlídkovými terasami. Průčelí centrální budovy na pravidelném obdélném půdorysu tvoří předsazený přízemní prostor, prolomený třemi půlkruhově zaklenutými, zasklenými arkádami na průčelí a jednou arkádou po stranách. Střecha vysazené místnosti slouží jako loggie, která je tvořena čtyřmi sloupy s toskánskými hlavicemi spojenými do třídílné arkády. Nad horní římsou arkády se nachází nápis „Zwischen Österreich und Mähren“.
Po stranách hlavní budovy jsou symetricky připojena boční křídla, tvořená přízemními komunikačními trakty a postranními hranolovými pavilony. Komunikační trakty člení šest okenních os, tvořených jednoduchými obdélnými okny, opatřenými okenicemi, které jsou vzájemně odděleny lizénovými pásy. Střechu komunikačních traktů tvoří vyhlídkové terasy se zábradlím, jehož zadní část uzavírá zeď ve výši bočního okna hlavní budovy se šesti slepými arkádami, opatřenými okenicemi. Hraniční zámeček je zakončen dvěma patrovými hranolovými pavilony, prolomenými na ose v přízemí půlkruhově zaklenutým portálem.
Součástí parkové výzdoby zámečku je okrouhlé jezírko se sochou Hygie na kamenném podstavci.

## Bunkr
V roce 1937 byl do jižní rampy zámečku vestavěn atypický objekt lehkého opevnění vz. 37. Tato cenná technická památka byla odstraněna provozovatelem v roce 2007 a na jejím místě byl vybudován vinný sklípek.